# Girley Jazama

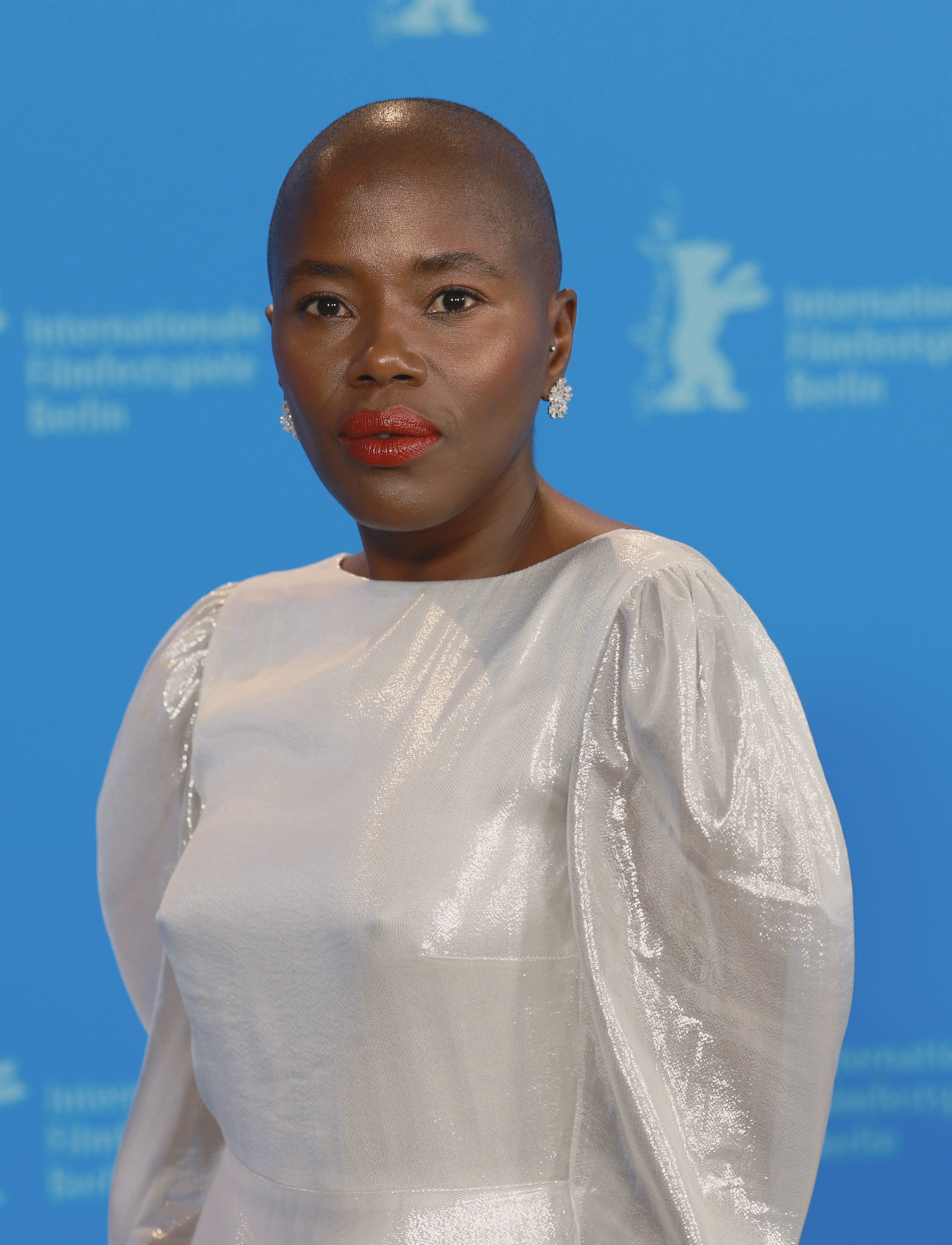
Girley Charlene Jazama (2023)

Girley Charlene Jazama (* 1984 in Südwestafrika) ist eine namibische Schauspielerin, Drehbuchautorin und Filmproduzentin.

## Biographie
Girley Jazama kam 1984 in Südwestafrika zur Welt. Sie besuchte die Karibib Private School und bekam dort Schauspielunterricht; sie trat erstmals in The Lion King auf.
Von 2008 an arbeitete sie als eine von mehreren Drehbuchautoren der Fernsehserie The Ties that Bind [dt.: Verbindungen, die zusammenhalten], die die Produktionsfirma Optimedia für die Namibia Broadcasting Corporation herstellte. The Ties that Bind war die erste in Namibia produzierte TV-Serie.
2009 übernahm sie in der von 2006 bis 2012 ausgestrahlten ZDF-Serie Liebe, Babys und … in der Episode … der Zauber Afrikas die Rolle einer Schülerin, die von der weiblichen Hauptrolle Antonia als Vertretungslehrerin unterrichtet wird.
2012 absolvierte sie einen Workshop über Kinderliteratur bei Véronique Tadjo, einer bekannten Autorin.
2012 war Jazama als Maria einer der Hauptcharaktere in der Komödie 100 Bucks (Regie: Oshosheni Hiveluah), die den Publikumspreis bei den 2012 Namibia Film and Theatre Awards gewann und auf einer Vielzahl von Festivals weltweit aufgeführt wurde.
Sie machte Ausbildungen für Web-Content-Strategien und wurde 2015 Digital Director bei TBWA/Paragon. Sie verwaltete die Social-Media-Präsenz der Standard Bank Namibia und anderer Unternehmen. 2017 wurde Jazama Content Director beim Radiosender 99FM.
Jazama war Hauptdarstellerin des 2019 veröffentlichten Kurzfilms The White Line, der eine Liebesgeschichte zur Zeit des namibischen Befreiungskampfes parallel zu den „Erlebnissen“ eines 100-Namibia-Dollar-Scheins im Laufe eines Tages erzählt. Im Juli 2019 wurde der Film beim 40ten Durban International Film Festival und einer Reihe anderer Filmfestivals weltweit ausgezeichnet.
Der von ihr mitproduzierte und 2019 veröffentlichte Kurzfilm Baxu and the Giants (Regie: Florian Schott) wurde von der namibischen Filmindustrie als erster namibischer Film auf Netflix gefeiert. Der Film wurde in den USA auf dem San Francisco Independent Short Film Festival uraufgeführt, im September erhielt er bei den Namibian Theatre & Film Awards 2019 sieben Nominierungen. Dem folgten viele weitere Nominierungen und Auszeichnungen. Im März 2020 wurde der Film beim Rapid Lion International Film Festival in Johannesburg für den „Best Humanitarian Film Award“ nominiert. Sie selbst erhielt 2020 eine Nominierung als beste Schauspielerin für den Sotigui Award, der als eine der höchsten Kino- und Filmauszeichnungen Afrikas gilt.
Im Film Der vermessene Mensch (Regie: Lars Kraume), der im Februar 2023 bei der Berlinale uraufgeführt wurde, spielt sie die Herero Kezia Kunouje Kambazembi, die Anfang des 20. Jahrhunderts in der deutschen Kolonie Deutsch-Südwestafrika als Dolmetscherin für einen Berliner Ethnologen tätig wird, der bei den Hereros „Rassenforschung“ betreiben möchte und Zeuge des Völkermords an den Herero und Nama wird. Jazama berichtete, dass der Film für sie aus persönlicher Betroffenheit sehr wichtig sei. Ihre Ururgroßmutter habe als Gefangene in einem deutschen Konzentrationslager gelebt. Deren Kind, Jazamas Urgroßmutter, sei dort infolge einer Vergewaltigung 1909 zur Welt gekommen. In ihrer Verwandtschaft gebe es Personen mit blauen Augen, blonden Haaren und heller Hautfarbe.

## Sonstige Aufgaben
Sie arbeitet aktiv mit dem Panafrikanischen Film- und Fernsehfestival von Ouagadougou zusammen, das sich für die Anerkennung von Schauspieltalenten des afrikanisches Kinos und der Diaspora einsetzt.

## Filmographie
| Jahr | Filmtitel                           | Rolle            | Anmerkungen       |
| ---- | ----------------------------------- | ---------------- | ----------------- |
| 2023 | Der vermessene Mensch               | Kezia Kambazembi | Hauptdarstellerin |
| 2019 | Baxu and the Giants                 |                  | Coproduzentin     |
| 2019 | The White Line                      | Sylvia           | Hauptdarstellerin |
| 2012 | 100 Bucks                           | Maria            | Hauptdarstellerin |
| 2009 | Liebe, Babys und der Zauber Afrikas | Schülerin        | Serie ZDF         |
| 2008 | The Ties that Bind                  |                  | Drehbuchautorin   |

## Auszeichnungen
2021 Best Actress in a leading role Award beim Garden Route International Film Festival